# Хем Тхон Вітіні
Хем Тхон Вітіні (7 вересня 1993) — камбоджійська плавчиня.
Учасниця Олімпійських Ігор 2008, 2012, 2016 років.